# Symboly Moravskoslezského kraje

Znak Moravskoslezského kraje

Vlajka Moravskoslezského kraje
Poměr stran: 2:3

Symboly Moravskoslezského kraje jsou znak, vlajka a logo. Znak a vlajku udělil kraji usnesením č. 13 ze dne 13. listopadu 2002 předseda Poslanecké sněmovny Parlamentu České republiky Lubomír Zaorálek. Logo, které ale není oficiálním symbolem, bylo schváleno Radou Moravskoslezského kraje v roce 2007(?).

## Popis symbolů

### Znak
Oficiální popis: „Čtvrcený štít, v prvním zlatém poli slezská orlice, ve druhém modrém poli moravská orlice, ve třetím modrém poli na zeleném trávníku stříbrný kůň v poskoku se zlatým sedlem a červenou pokrývkou provázený vlevo nahoře zlatou růží s červeným semeníkem a zelenými kališními lístky, čtvrté pole polcené, pravá půle stříbrno-červeně polcena, vlevo půl doleva obrácené zlaté orlice s červenou zbrojí.“

### Vlajka
Vlajka kraje je heraldická, tzn. odvozená z krajského znaku prostým přepisem na list o poměru stran 2:3.
Oficiální popis: „Čtvrcený list. V horním žerďovém žlutém poli slezská orlice. V dolním žerďovém modrém poli na zeleném trávníku, širokém jednu osminu šířky pole, bílý kůň v poskoku se žlutým sedlem a červenou pokrývkou provázený za hlavou žlutou růží s červeným semeníkem a zelenými kališními lístky. V horním vlajícím modrém poli moravská orlice. Dolní vlající pole tvoří tři svislé pruhy, bílý, červený a modrý, v poměru 1:1:2; k červenému pruhu přiléhá půl k vlajícímu okraji obrácené žluté orlice s červenou zbrojí.“
Že se jedná o heraldickou vlajku je možno vidět v dolním, žerďovém poli, kde (na rozdíl od vlajky Ostravy), nechybí zelený trávník.

### Logo
Logo je součástí jednotného vizuálního stylu kraje. Tvoří jej uzavřený elipsoidní tvar, symbol hory s TV vysílačem a zvlněný pruh. Nedílnou součástí loga je i text „Moravskoslezský kraj“ v několika jazykových mutacích (anglicky, německy, francouzsky, polsky, rusky a italsky). Logo kraje je ochrannou známkou zapsanou v rejstříku Úřadu průmyslového vlastnictví.

## Symbolika
První a druhé pole znaku a vlajky zaujímají historické znaky Slezska a Moravy, na jejichž historických územích se kraj rozkládá. Přednost má slezská orlice, protože většina kraje leží ve Slezsku. Kůň s růží ve třetím poli je ostravský znak, znak sídla kraje. Ve čtvrtém poli bílý a červený pruh symbolizují Opavsko, zatímco polovina žluté orlice Těšínsko.
Elipsoidní tvar v logu kraj symbolizuje samostatnou entitu, symbol hory s televizním vysílačem je společný pro Lysou horu a Praděd, nejvyšší vrcholy v kraji a zvlněný pruh uprostřed má více významů (řeka, dálnice, cesta k prosperitě).

## Historie

### Historie znaku a vlajky
Po vzniku krajů v dnešní podobě (s účinností od 1. ledna 2001) začali v březnu téhož roku o symbolech jednat zastupitelé tehdejšího Ostravského kraje. Podle kritérií podvýboru pro heraldiku a vexilologii poslanecké sněmovny připravil heraldik Jan Tejkal koncepci krajských symbolů. V prvním poli byla slezská orlice, ve druhém moravská a ve třetím kompletní znak krajského města Ostravy. 12. dubna 2001 vypsala Rada Ostravského kraje veřejnou soutěž na čtvrté pole znaku. Z 32 návrhů vyhodnotila na červencové schůzi rada (již) Moravskoslezského kraje jako nejlepší návrh Miroslava Hirsche, který využíval znak Opavska a Těšínska, pro zářijové zasedání však doporučila, aby čtvrté pole obsahovalo motivy rozvodí, hory nebo industriální tematiku. Tento návrh zastupitelstvo přijalo, nicméně uložilo zástupci moravskoslezského hejtmana, aby návrhy doplněné o motiv půlené orlice opavské a těšínské dal ke zpracování odborníkům z oblasti heraldiky a vexilologie. Jan Tejkal připravil 10 návrhů, které 22. listopadu 2001 posoudila rada kraje a doporučila variantu spojených, půlených orlic, moravské a slezské. 13. prosince se však zastupitelstvo na žádném návrhu nedohodlo. Rada poté doplnila deset návrhů o dva návrhy výtvarníka a kunsthistorika Rudolfa Kouby (polcené pole s deriváty znaku Těšínského a Opavského knížectví) a o návrh heraldika Jiřího Loudy (žluté pole s modrým vlnitým břevnem, černým ozubeným kolem v horní a zkříženými hornickými kladívky v dolní části). Žádný návrh nebyl doporučen.
28. března 2002 zastupitelstvo v tajném hlasování ve třech kolech vybralo návrh Jana Tejkala. Varianta s polceným čtvrtým polem, jehož (heraldicky) pravé pole bylo stříbrno-červeně polcené a v levé, modré polovině byla půl, doleva obrácené zlaté orlice s červenou zbrojí, zvítězila nad návrhem Jiřího Loudy jen o jeden hlas (33:32). Návrh znaku projednal 23. října 2002 Podvýbor pro heraldiku a vexilologii a usnesením č. 341/2002 ze dne 6. listopadu Výbor pro vědu, vzdělání, mládež a tělovýchovu doporučil udělení symbolů kraji. Rozhodnutím č. 13 ze dne 13. listopadu 2002 udělil kraji symboly předseda Poslanecké sněmovny Lubomír Zaorálek. Slavnostní předání dekretu do rukou hejtmana Moravskoslezského kraje Evžena Tošenovského proběhlo v místnosti státních aktů Poslanecké sněmovny dne 9. ledna 2003.

Slezská orlice
Moravská orlice
Znak Ostravy
Znak Opavského knížectví
Znak Ratibořsko-opavského knížectví
Znak Těšínského knížectví
Znak Opavy
Znak polského Těšína
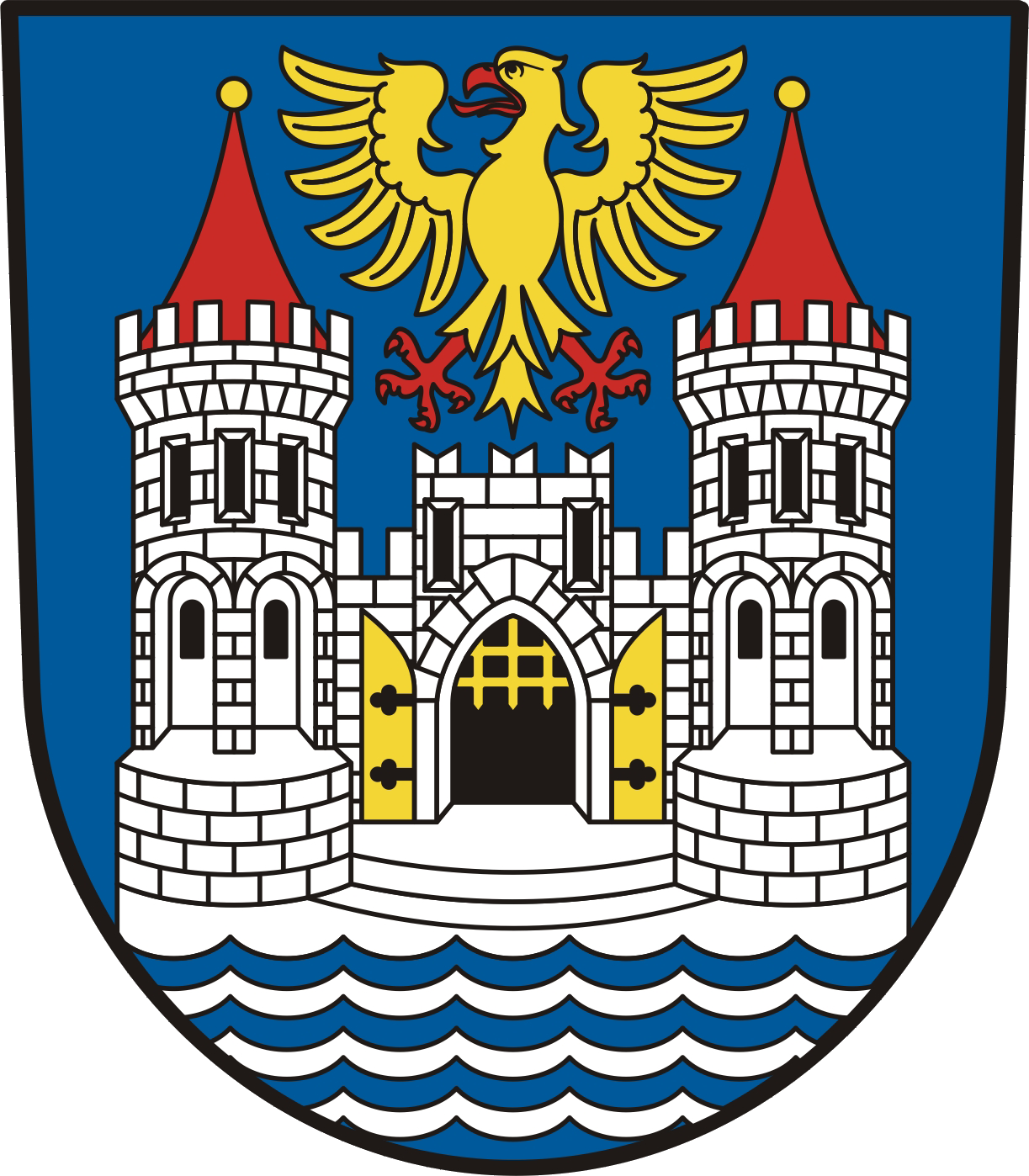
Znak Českého Těšína